# Sybra nigrobivittata
Sybra nigrobivittata är en skalbaggsart som beskrevs av Stefan von Breuning 1939. Sybra nigrobivittata ingår i släktet Sybra och familjen långhorningar. Inga underarter finns listade i Catalogue of Life.